# دوغ فورد (لاعب غولف)
دوغ فورد (بالإنجليزية: Doug Ford)‏ هو لاعب غولف أمريكي، ولد في 6 أغسطس 1922 في ويست هيفن في الولايات المتحدة، وتوفي في 14 مايو 2018 في بالم بيتش غاردنز في الولايات المتحدة.

## وصلات خارجية
- دوغ فورد على موقع رابطة لاعبي الغولف المحترفين (الإنجليزية)
- دوغ فورد على موقع إن إن دي بي (الإنجليزية)